# 자주불가사리
자주불가사리(영어: purple sea star)는 태평양에 흔한 불가사리의 일종이다. 핵심종으로서, 조간대의 건강을 나타내는 중요 지표로 여겨진다.
다리는 다섯 개이며, 각 다리의 길이는 10-25 센티미터로 자란다. 다리들을 지탱해주는 중심원반은 형태가 흐리멍덩하다. 대부분 개체가 자주색이지만, 주황색, 노란색, 빨간색, 갈색 개체들도 있다. 비경구면에는 이소골이라는 작은 등뼈가 촘촘히 나 있으며, 이것이 중심원반에 그물 같은 무늬를 만든다. 이소골 높이는 2 밀리미터 이하다. 왕불가사리속의 불가사리들은 다리 말단에 흡반이 있어서 바위에 붙어 움직일 수 있으며, 파도가 강하게 드나드는 곳에 산다. 자주불가사리는 간단한 신경계만 있을 뿐 뇌가 없다. 중심원반에 식도신경환이 있어서, 각 다리의 신경과 연결되어 신호를 중계한다.